# Macrotes commatica
Macrotes commatica là một loài bướm đêm trong họ Geometridae.